# King Arthur: Knight's Tale
King Arthur: Knight's Tale (укр. Король Артур: Лицарська оповідь) — тактична рольова відеогра 2022 року, розроблена та опублікована угорською студією NeocoreGames 26 квітня 2022 року для Microsoft Windows. Відеогра є переказом легенди про Короля Артура в стилі темного фентезі, в якій гравці керують Мордредом.

## Ігровий процес
Мордред гине, вбиваючи Короля Артура, але обидва повертаються з потойбічного світу. Коли Артур піддається впливу злих сил, Володарка Озера доручає Мордреду зупинити його. Гравці керують Мордредом, коли він бореться з одержимими мешканцями Авалону в покроковому тактичному бою. Мордреда можуть супроводжувати ще три лицарі з дванадцяти. До списку можна додати інших лицарів, але для цього потрібно видалити одного з них. Лицарів можна покращувати за допомогою дерев умінь, а присвоєні їм титули можуть підвищити їхню відданість і дати їм особливі здібності. Між битвами гравці можуть відновлювати сили й покращувати обраний замок, включаючи Камелот. Лицарі можуть бути відправлені на доручення, що робить їх тимчасово недоступними для приєднання до Мордреда. Залежно від вибору, зробленого під час доручень, гравці рухають своє королівство вздовж графіка з двома осями, що представляють християнство проти язичництва і тиранію проти доброзичливості. Цей вибір може вплинути на лояльність лицарів, кожен з яких має власні уподобання. Лицарі, які не вирушають у пригоди, можуть тренуватися в замку, отримуючи очки досвіду залежно від того, наскільки добре покращений тренувальний двір. Доступний режим «гравець проти гравця».

## Розробка
King Arthur: Knight's Tale була профінансована на Kickstarter у 2020 році, вийшла у ранньому доступі в січні 2021 року та випущена для Microsoft Windows 26 квітня 2022 року. Консольні версії заплановані, але не датовані. У листопаді 2022 року до гри додали новий безплатний режим, в якому гравці можуть брати участь у миттєвих битвах без необхідності проходити сюжетну кампанію. Тоді ж вийшли два платних доповнення, які додали ще більше сутичок.

## Доповнення
- King Arthur: Legion IX[11]

## Огляди
King Arthur: Knight's Tale отримала позитивні відгуки на Metacritic.
IGN високо оцінили зображення у відеогрі гри за важкоозброєного лицаря в тактичному бою, але вони сказали, що битви в кінцевому підсумку стали занадто повторюваними та нудними.
Eurogamer вважають, що рівень складності за замовчуванням має всі необхідні тактичні можливості, але йому бракує глибини та виклику, через що бої здаються нецікавими.
RPGFan назвали гру «бенкетом з м'ясною тактикою, розкішним сюжетом та соковитими візуальними ефектами».
RPGamer отримали задоволення від тактичних боїв, але вони зазначили, що похмура темна атмосфера може зробити гру гнітючою та повторюваною.